# Arnulfo Valentierra
Arnulfo Valentierra Cuero, mais conhecido como Arnulfo Valentierra (Barranquilla, 16 de agosto de 1974), é um ex-futebolista colombiano que atuava como meio-campo. em que pela Seleção Colombiana disputou a Copa das Confederações de 2003.

## Carreira

### Once Caldas
Arnulfo Valentierra se profissionalizou no Once Caldas, em 1995.

## Seleção
Arnulfo Valentierra integrou a Seleção Colombiana de Futebol na Copa das Confederações de 2003.

## Títulos
Once Caldas
- Torneo Apertura: 2003
- Copa Libertadores da América: 2004

Cienciano
- Torneo Apertura:2005